# Heleodromia
Heleodromia is een geslacht van insecten uit de familie van de dansvliegen (Empididae), die tot de orde tweevleugeligen (Diptera) behoort.

## Soorten
- H. banatica Wagner, 1985
- H. immaculata Haliday, 1833
- H. irwini Wagner, 1985
- H. oldenbergi Wagner, 1985
- H. pectinulata (Strobl, 1898)
- H. pullata (Melander, 1902)
- H. schachti Wagner, 1985
- H. wagneri Niesiolowski, 1986